# Kumbo
Kumbo lub Bonso – miasto w Kamerunie, w Regionie Północno-Zachodnim, stolica departamentu Bui. Liczy około 222 tys. mieszkańców. Leży ponad 2000 m n.p.m. Jest głównym ośrodkiem ludu Banso. Jest znane z wyścigów konnych i tradycyjnej medycyny. Atrakcjami są pałac i targ.